# Liste der Bodendenkmäler in Ruppichteroth
Die folgende Liste enthält die offiziellen Bodendenkmäler und Kulturdenkmäler auf dem Gebiet der Gemeinde Ruppichteroth im Rhein-Sieg-Kreis, Nordrhein-Westfalen.

## Bodendenkmäler
| lfd.- Nr. | ortsfestes Boden- denkmal- blatt-Nr. | Kurzbezeichnung des ortsfesten Bodendenkmals (Lagebezeichnung)                         | Ortschaft                  | Bild |
| --------- | ------------------------------------ | -------------------------------------------------------------------------------------- | -------------------------- | ---- |
| 1         | SU 83                                | Bodendenkmal „Burg Rotscheroth“                                                        | Rotscheroth                |      |
| 2         | SU 21                                | Landwehr nordwestlich von Obersaurenbach (nördlich der Ortslage Gießelbach)            | Gießelbach/Obersaurenbach  |      |
| 3         | SU 22                                | Landwehr mit Verschanzung in der Nähe der Ortslage Hatterscheid                        | Hatterscheid               |      |
| 4         | SU 23                                | Verschanzung in der Nähe der Ortslage Hatterscheid                                     | Hatterscheid               |      |
| 5         | SU 24                                | Verschanzung, Geschützstellung u. Batterie in der Nähe der Ortslage Hatterscheid       | Hatterscheid               |      |
| 6         | SU 26                                | Dämme in der Nähe der Ortslage Hatterscheid (Hochscheider Bachtal)                     | Hatterscheid               |      |
| 7         | SU 29                                | Abschnittsbefestigung (Wald zwischen den Ortslagen Winterscheid u. Schreckenberg)      | Schreckenberg/Winterscheid |      |
| 8         | SU 30                                | Wallburg (Wald zwischen den Ortslagen Winterscheid und Ingersau)                       | Ingersau/Winterscheid      |      |
| 9         | SU 31                                | Bergmotte (Wald zwischen den Ortslagen Winterscheid u. Ingersau)                       | Ingersau/Winterscheid      |      |
| 10        | SU 27                                | Niederungsmotte in der Ortslage Herrenbröl                                             | Herrenbröl                 |      |
| 11        | SU 84                                | Landwehr u. Geschützstellung in der Nähe der Ortslage Hodgeroth                        | Hodgeroth                  |      |
| 12        | SU 28                                | Burgruine in der Ortslage Herrenbröl                                                   | Herrenbröl                 |      |
| 13        | SU 69                                | Landwehr in der Ortslage Rotscheroth                                                   | Rotscheroth                |      |
| 14        |                                      |                                                                                        | Herrnstein                 |      |
| 15        |                                      | Teilstück des zum Bodendenkmal „Burg Herrnstein“ gehörenden Vorfluters                 | Herrnstein                 |      |
| 16        | SU 89                                | mittelalterliche Höhensperre zwischen den Ortslagen Krahwinkel u. Roth                 | Krahwinkel                 |      |
| 17        | SU 213                               | Bodendenkmal „Stockumer Grengel“                                                       | Stockum                    |      |
| 18        | SU 214                               | Bodendenkmal „Holenfelder Grengel“                                                     | Holenfeld                  |      |
| 19        | SU 229                               | Bodendenkmal „Pulvermühlenwüstung“ (Mühlengraben)                                      | Pulvermühle                |      |
| 20        | SU 227                               | Bodendenkmal „Geschützstellung/Feuerstellung V1“ in der Nähe der Ortslage Bornscheid   | Bornscheid                 |      |
| 21        | SU 226                               | Bodendenkmal „Geschützstellung/Feuerstellung V1“ in der Nähe der Ortslage Hatterscheid | Hatterscheid               |      |
| 22        | SU 189                               | Bodendenkmal „Geschützstellung/Feuerstellung V1“ in der Nähe der Ortslage Kuchem       | Kuchem                     |      |

## Naturdenkmäler
| Nr.    | Denkmal                                                              | Bild |
| ------ | -------------------------------------------------------------------- | ---- |
| Nr. SU | Esskastanie im Wald bei Rotscheroth 100 Meter östlich des Wegkreuzes |      |
| Nr. SU | Sommerlinde Burgplatz 19, Ruppichteroth                              |      |